# 伊維揚卡河
伊維揚卡河（烏克蘭語：Ів'янка），是烏克蘭的河流，位於該國北部，屬於捷捷列夫河的支流，發源自沃利齊亞以東，流經日托米爾州，河道全長34公里，流域面積333平方公里。